# Complexe du Capitole de Chandigarh
Le complexe du Capitole de Chandigarh (en anglais : Chandigarh Capitol Complex) est un ensemble de bâtiments imaginé par Le Corbusier et construit après l'indépendance de l'Inde en 1947.
Le complexe  est inclus dans le site « L'œuvre architecturale de Le Corbusier » du patrimoine mondial de l'Unesco.
Le complexe est notamment constitué du Palais de l'Assemblée, de la Haute Cour du Pendjab et de l'Haryana et du Secrétariat (en). La structure La Main ouverte symbolise le complexe.

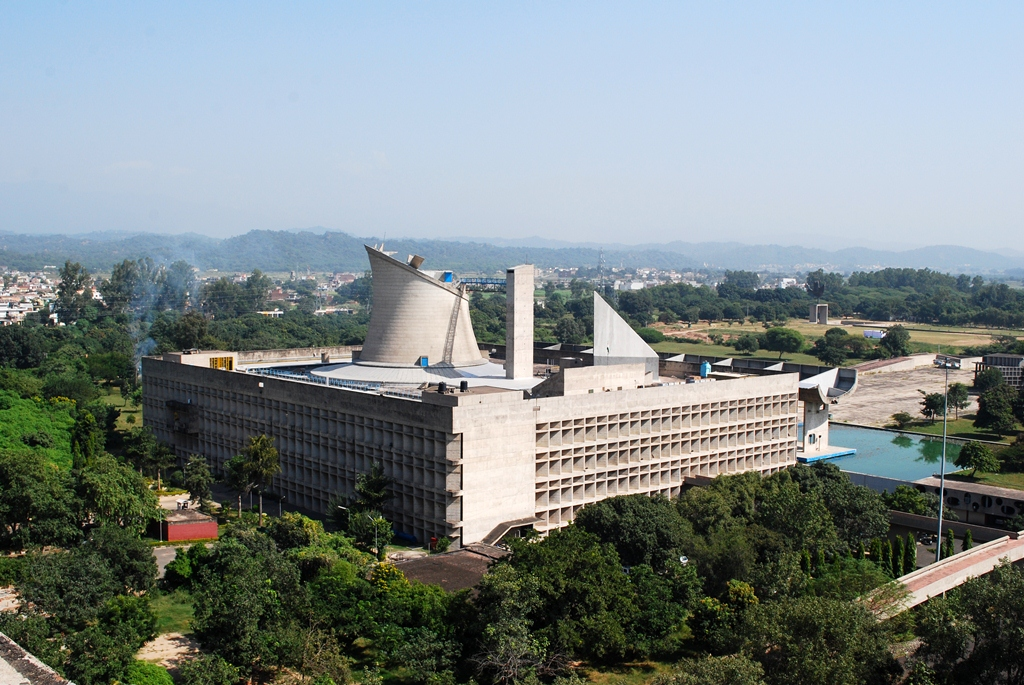
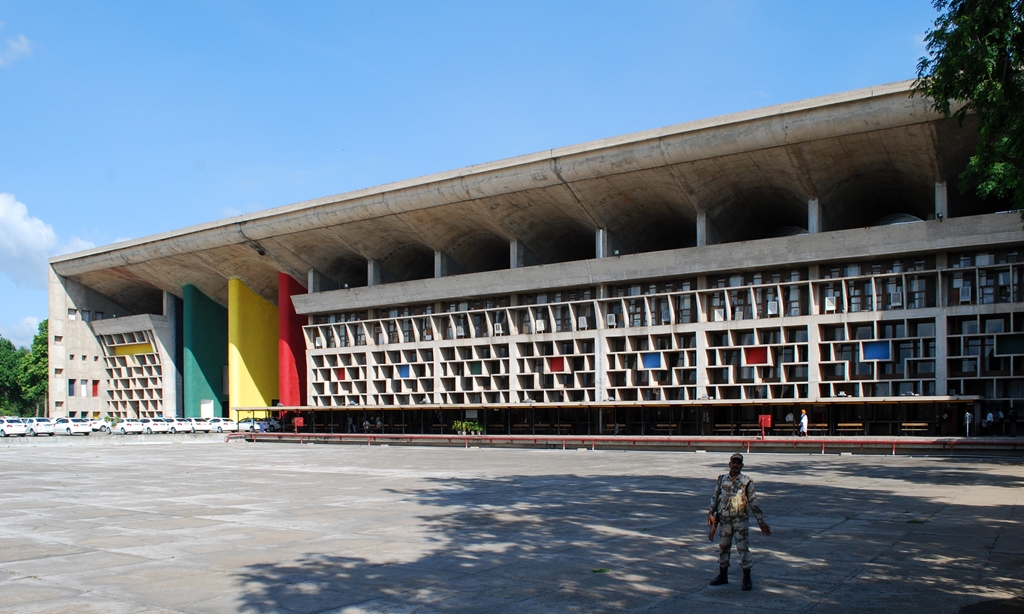
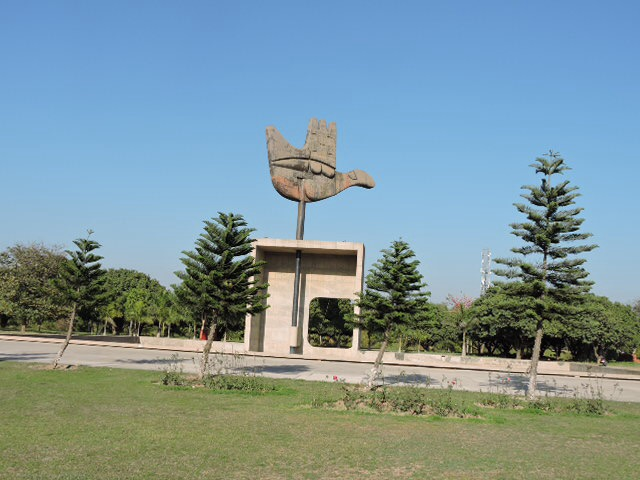
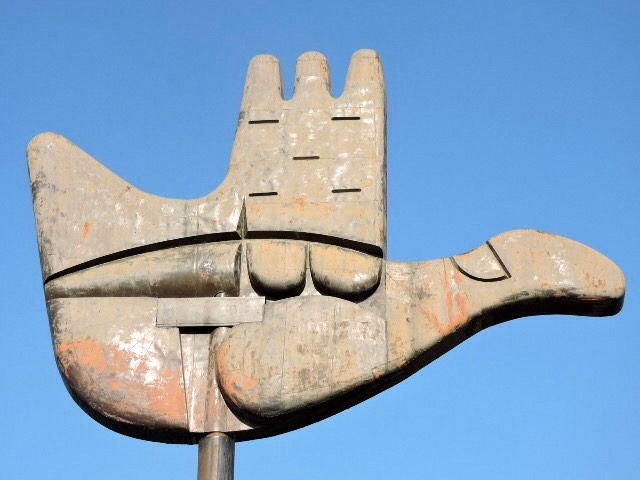